# 안병성
안병성(安柄星, 1935년 ~ 2010년)는 대한민국의 전자통신기술의 개척자이다.

## 학력
- 1959년: 인하공과대학 전기과 졸업
- 1961년: 인하공과대학 전기과 석사
- 1975년: 인하대학교 공과대학 전자과 박사

## 주요경력
- 1962 ~ 1970년: 한국원자력연구소 연구관
- 1970 ~ 1977년: 한국과학기술연구소 실장
- 1977 ~ 1981년: 한국통신기술연구소 제2부소장
- 1981 ~ 1984년: 대영전자공업주식회사 부사장, 연구소장
- 1984 ~ 1998년: 한국전자통신연구소 연구단장, 선임연구위원
- 1999년: 주식회사 수미 설립, 대표이사 사장

## 생애 및 업적
안병성 박사는 불모의 땅에서 전자통신기술을 개척한 선구자로 우리나라가 정보통신강국으로 발돋움하는 데 크게 기여했다.

### 탁상용 전자계산기의 국산화와 수출에 기여
그는 1971년에 전자계산기를 국산화하는 데 성공했다. 탁상용 전자계산기, 포켓형 전자계산기, 프린터형 전자계산기 등을 개발했던 것이다. 특히 탁상용 전자계산기는 미국, 캐나다, 브라질 등지에 10만여 대가 수출되었으며, 미국의 Consumer Report1973년 6월호에서 다른 15종의 전자계산기와 비교되기도 했다. 그는 전자계산기의 개발과 수출에 기여한 공로로 1972년 대통령 표창과 1974년 3․1문화상 기술상을 받았다.

### 최초의 국산 컴퓨터 개발과 사설전자교환기 개발을 주도
그는 1973년에 우리나라 최초의 국산 컴퓨터인 ‘세종 1호’를 개발하는 성과를 거두었다. 세종 1호는 당시 미니급 컴퓨터가 보유한 모든 기능을 갖춘 것으로 하드웨어와 소프트웨어 모두 국내 연구진에 의해 자체적으로 개발되었다.  세종 1호는 삼성반도체통신이 1980년대 중후반에 독자모델로 개발한 ‘삼성 슈퍼마이크로’ 시리즈 컴퓨터의 기술적 토대가 되었으며, KIST 500은 이후에 지속적으로 개량되어 1977～1991년에 추진된 전전자(全電子)교환기 기술개발사업(일명 ‘TDX 기술개발사업’)의 밑거름으로 작용했다.

### TDX, 4M D램, CDMA 기술개발사업의 기초를 마련
안병성 박사는 1977～1981년에 한국통신기술연구소의 제2부소장으로 재직하면서 전전자교환기 개발사업에 필요한 기초연구를 주관했다. 그는 1981～1984년에 대영전자공업주식회사의 부사장과 연구소장으로 활동한 후 1984～1998년에 한국전자통신연구소(ETRI)에서 일했다. ETRI는 1989～1996년에 디지털 이동통신 기술개발사업(일명 ‘CDMA 기술개발사업’)을 추진했으며, 그는 1993년까지 무선통신개발단 단장을 맡아 이동통신 기술개발에 관한 기초연구를 수행하면서 사업자를 선정하는 작업을 주관했다. 사실상 TDX 기술개발사업, 4M D램 공동개발사업, CDMA 기술개발사업은 우리나라가 정보통신강국으로 도약하는 계기를 제공한 주요 국책사업이라 할 수 있는데, 안병성 박사는 세 사업의 초창기에 모두 참여하여 해당 사업의 기초를 닦는 데 뚜렷한 족적을 남겼던 것이다.  

## 포상
- 1972년: 제8차 수출진흥확대회의 대통령 표창
- 1973년: 3․1문화상 기술상
- 1976년: 국민훈장 석류장
- 1979년: 대한전자공학회 기술상
- 1989년: 국민훈장 동백장

## 참고자료
- 대한민국과학기술유공자 홈페이지